# Nationale Sammlung (Deutschland)
Die Nationale Sammlung (NS) war eine am 15. Juli 1988 von Michael Kühnen gegründete und am 9. Februar 1989 durch das Bundesinnenministerium verbotene rechtsextreme Organisation neonazistischer Prägung. Zum Verbotszeitpunkt gehörten der Nationalen Sammlung ca. 170 Mitglieder an. Personelle Überschneidungen bestanden zur Freiheitlichen Deutschen Arbeiterpartei (FAP). Um unter den Schutz des Parteiengesetzes zu fallen, firmierte die Nationale Sammlung anfangs als „Wählerinitiative der FAP“. Sie war eine der zahlreichen Vorfeldorganisation der Gesinnungsgemeinschaft der Neuen Front und diente dieser zur Außendarstellung und Neumitgliedergewinnung. Als Publikationsorgan diente die „Neue Front“. Der Zusammenhang wurde jedoch aus taktischen Gründen verschleiert. Bis zu ihrem Verbot nahm die Organisation in Frankfurt am Main und Langen am Kommunalwahlkampf teil, wo sie durch besonders aggressive ausländerfeindliche Propaganda für Aufsehen sorgte.